# Castell de Granera
El castell de Granera és un edifici de Granera (Moianès). Resta tot el perímetre dels seus murs aixecats sobre un penyal i bona part de les dependències interiors, alguna d'elles amb volta, altres sense sostres. És un castell medieval majoritàriament del segle xi, amb elements de castell roquer probablement anteriors, bastit en el cim del turó que rep el mateix nom del castell. El barri del Castell del poble de Granera s'estén als peus del castell, pel seu costat meridional. És una obra declarada bé cultural d'interès nacional per un Decret del 22 d'abril del 1949, publicat al BOE del 5 de maig d'aquell mateix any.

## Descripció
El castell de Granera es conserva en part, ja que ha estat consolidat i en part refet pels seus actuals propietaris. Té una planta irregular, adaptada al relleu de la roca on és assentat, amb elements constructius molt interessants, com uns arcs en gradació fets per tal de sostenir el mur en la irregularitat de la roca que en fa de basament. L'aparell dels murs és fet de carreus regulars rejuntants amb molt de morter de calç, però conserva fragments, a la part de ponent, d'obra més antiga, amb paraments d'opus spicatum. La part llevantina, on hi ha l'arc d'entrada, sembla obra del segle xiv, però en el sector nord-occidental hi ha força mostres de segles anteriors.
Les restes de l'interior remeten a un castell renovat ja a l'edat moderna, en la qual destaca la capella de Santa Maria, ja del segle xvii, tot i que té una part del parament possiblement romànic. Malgrat tot, l'estat ruïnós s'estén a tot el conjunt del castell. A la dècada dels setanta del segle xx, es feu un intent de reconstrucció, per tal de dedicar el conjunt a hostatgeria, però no va prosperar. Tanmateix, es va refer una part del sector nord.

## Història
És un castell termenat documentat el 971, documentat com a Castrum de Granaria, quan aleshores pertanyia al comtat de Manresa. De jurisdicció reial, el 1023 la comtessa Ermessenda de Carcassona l'empenyorà al seu fill Berenguer Ramon I com a garantia de pau. També els mateixos anys, abans del 1025, la mateixa comtessa l'infeudà a favor de Guifré de Balsareny o del seu fill Bernat Guifré. Aquest darrer el llegà el 1046 a Guisla, a través de la qual passà a la casa vescomtal de Barcelona. A finals del segle xii els vescomtes barcelonins el cediren a Albert de Castellvell, però al cap de poc en recuperaven el domini. Ja al segle xiii fou infeudat als Bell-lloc, i més tard als Gravalosa, que en consten senyors entre 1310 i 1345. El 1375 se'n feu amo i senyor Pere de Planella, moianenc que era conseller reial. El rei li va vendre el ple domini, jurisdicció i drets.
Pertangué a la família de Planella, també senyors de Castell de Clarà i Castellnou de la Plana (del terme de Moià) i Castellcir, emparentats amb els de Planella de Talamanca i Calders, i a finals del segle xvi fou venut als Despalau, fins que el 1642 Maria de Despalau el va vendre a Jacint de Sala i Cervera, ciutadà honrat de Barcelona. Esdevingué seu de la baronia de Granera per concessió de Felip IV de Castella el 17 de juliol del 1643. Posteriorment castell i títol passaren altre cop als Planella, després als Amat i més tard als Castellbell, sempre per aliances matrimonials. Actualment, aquest títol nobiliari està en mans del Marquès de Castellbell, com la resta de baronies esmentades.
El castell es mantingué dins del patrimoni d'aquesta família fins a la dècada dels 60 del segle xx, quan se'l van vendre a un particular de la comarca, el qual al cap d'una vintena d'anys el revenia a un prestigiós metge sabadellenc, la família del qual encara en té la possessió del 2011.

## Galeria d'imatges

El Castell de Granera, respecte del poble i terme de Granera
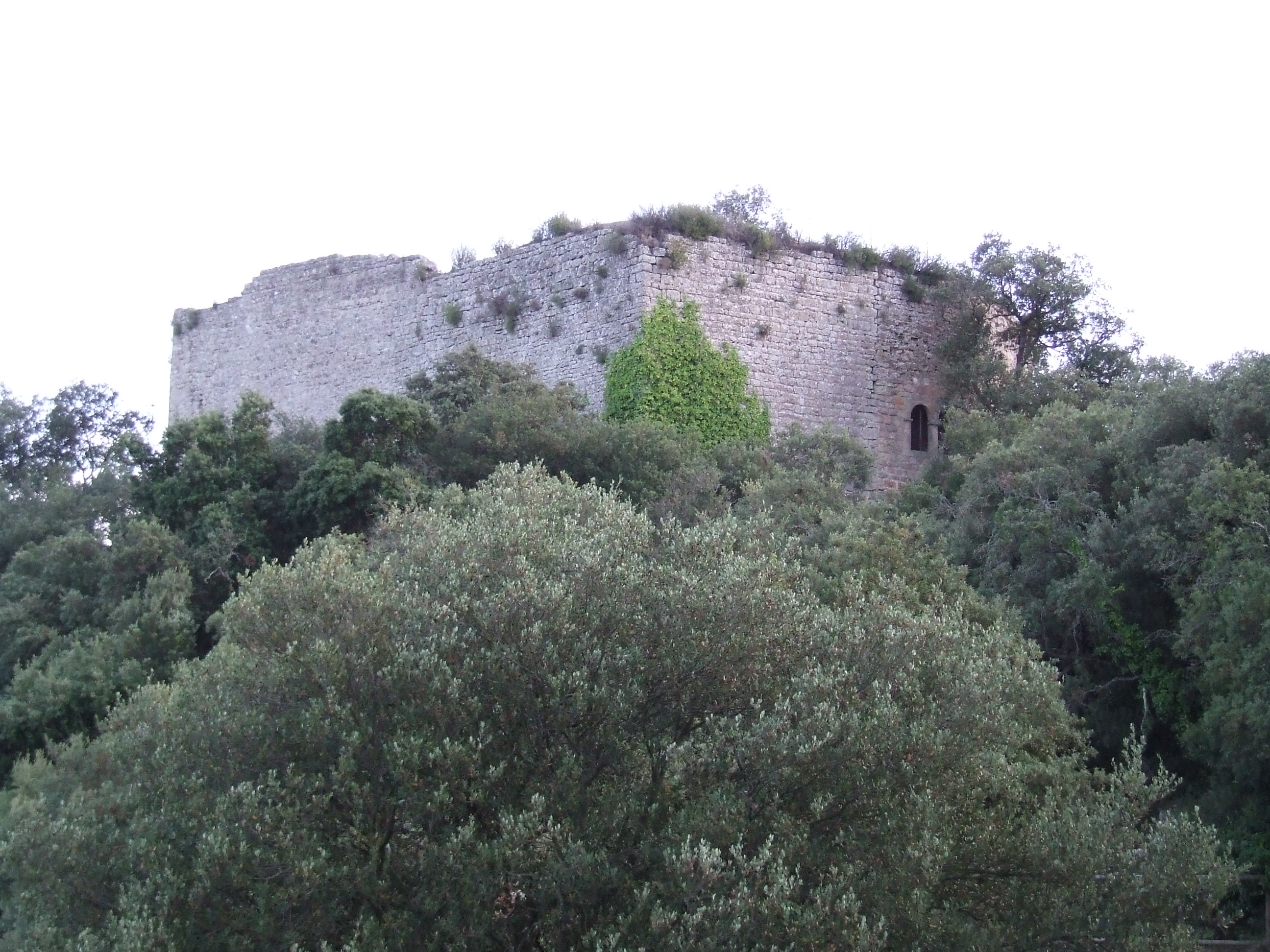
Façanes est i nord del castell